# Port lotniczy Buffalo Range
Port lotniczy Buffalo Range (ICAO: FVCZ, IATA: BFO) – międzynarodowy port lotniczy położony w Chiredzi, w Zimbabwe. 